# 菜月アンナ
菜月 アンナ（なつき あんな、1992年2月23日 - ）は、日本のAV女優。NEWGATE所属。

## 人物・略歴
趣味は音楽鑑賞、カラオケ。特技はパイズリ。
東京都出身。2010年10月、イメージビデオデビュー。2011年3月、S1専属でAVデビュー。同年8月、MOODYZに専属移籍。

## 出演作品

### イメージビデオ
- マシュマロバストの誘惑（2010年10月29日、メディアブランド）
- アンナの秘密（2011年1月21日、メディアブランド）

### アダルトビデオ

#### S1（専属）
2011年
- 新人NO.1 STYLE 18歳の純心美少女（3月7日）DVD&BD
- 初体験エクスタシー ビックンビックン痙攣絶頂（4月7日）
- デカマラで犯して!（5月19日）
- 覚醒アクメ 未経験の絶頂（6月19日）
- メガ盛り顔射祭（7月19日）

2012年
- エスワン8時間Special（1月7日、エスワン）個人ベスト・DVD&BD

#### MOODYZ（専属）
2011年
- 専属決定!!90cmHカップ4本番SPECIAL（8月13日）
- 24時間エッチしたい（9月13日）
- 巨乳アイドルソープ（10月13日）
- 凄いパイズリ、凄い挟射（11月13日）

2012年
- 極限露出で男漁り（2月13日）
- 菜月アンナ 8時間（6月1日）

2013年
- 復活!!巨乳インストラクター（2月1日）
- チ●ポを鍛える励ましパイズリセックス（3月1日）
- 1日10回射精しても止まらないオーガズムSEX（4月1日）
- 素股×パイズリ×尻コキetc 菜月アンナのカラダ全部使ってイカセるご奉仕SEX（5月1日）
- 止まらない絶頂!イカされまくり逆ソープランド（8月1日）
- はじめての真性中出し（9月1日）
- 菜月アンナ 8時間BEST(12月21日)

#### 専属以外
2013年
- 超高級 桃乳ハーレムソープ（9月13日、MOODYZ）
- 巨乳で全身ご奉仕 おっぱいメイド（11月19日、OPPAI）
- 新妻4人と毎日子作り（11月28日、ズッコン/バッコン）
- 女子校生中出しソープ（12月1日、ワンズファクトリー）
- ギャル家庭教師アンナ先生の中出し授業 菜月アンナ（12月5日、BeFree）

2014年
- 現役Hcup爆乳女子大生の危険日中出しオフ会（1月19日、OPPAI）
- ムッチリ爆乳のお姉ちゃんはごっくん中出し大好き痴女（2月1日、Fitch）
- 若妻不倫温泉 40（2月28日、Ｓ級素人）
- 夜●い村に嫁いだ爆乳嫁 菜月アンナ（3月21日、クリスタル映像）
- 調教されたい女子大生 菜月アンナ（3月28日、宇宙企画）
- 女子校生に生中出しSEXができるソープランド4時間（3月29日、ワンズファクトリー）
- レズWキャスト5 美麗巨乳ver. 月本るい 菜月アンナ（5月1日、ディープス）
- ダブルHカップ挟撃逆3P中出し 菜月アンナ 倉多まお（5月17日、エムズビデオグループ）
- 極上ボディの猥褻ピタコス 倉多まお 菜月アンナ 青葉優香 沙藤ユリ（8月8日、BAZOOKA）
- カラダの良い現役高学歴CAの卑猥な休日SEXライフ4時間 （8月8日、BAZOOKA）
- 900mm Hカップの美巨乳を味わえ！ ボイン菜月アンナボックス（9月1日、ABC/妄想族）
- 60歳のワシ（余命半年）が5人の爆乳女子に囲まれながら過ごす、'精子空っぽになるまで抜かれる'贅沢6P生活 (9月6日、SODクリエイト)
- 最高の女とは他では味わえない巨乳という武器を持つ（9月12日、BAZOOKA）

2015年
- 究極のおっぱいフリークス （3月19日、OPPAI)

## 写真集
- Hカップ-ANNA（2011年4月27日、双葉社、撮影：細井智燿）ISBN 978-4575303094